# Persone di nome Roberto/Attori
| Questa pagina contiene informazioni ricavate automaticamente dalle voci biografiche con l'ausilio del template Bio e di un bot. L'aggiornamento è periodico e automatico e ricostruisce completamente la pagina. Se manca una persona in questa lista, sei pregato di non aggiungerla, ma accertati piuttosto che la sua voce biografica contenga il template Bio e che i dati anagrafici siano correttamente compilati. Se il template Bio manca, inseriscilo tu stesso o, in alternativa, metti l'avviso {{tmp\|Bio}} che ne segnala la mancanza. Se i dati riportati sono sbagliati, correggi direttamente la voce biografica; le modifiche saranno visibili in questa lista entro pochi giorni. Per chiarimenti vedi il progetto antroponimi. La lista contiene solo le 54 persone che sono citate nell'enciclopedia e per le quali è stato implementato correttamente il template Bio. Pagina aggiornata al 7 apr 2025. |

Questa è una lista di persone presenti nell'enciclopedia che hanno il nome Roberto e sono attori.

## A(4)
- Roberto Accornero, attore e doppiatore italiano (Ivrea, n. 1957)
- Roberto Aguire, attore e produttore cinematografico messicano (Città del Messico, n. 1988)
- Roberto Alpi, attore italiano (Settimo Torinese, n. 1952)
- Roberto Antonelli, attore italiano (Campobasso, n. 1938)

## B(8)
- Roberto Benigni, attore, comico e regista italiano (Manciano La Misericordia, n. 1952)
- Roberto Bertea, attore e doppiatore italiano (Argenta, n. 1922 - Bracciano, † 1985)
- Roberto Bisacco, attore italiano (Torino, n. 1939 - Roma, † 2022)
- Roberto Bocchi, attore italiano (La Spezia, n. 1953)
- Roberto Bonanni, attore italiano (Roma, n. 1949)
- Roberto Brivio, attore, cantante e cabarettista italiano (Milano, n. 1938 - Monza, † 2021)
- Roberto Brunetti, attore italiano (Roma, n. 1967 - Roma, † 2022)
- Roberto Bruni, attore italiano (Treviso, n. 1916 - Madrid, † 2013)

## C(11)
- Roberto Calabrese, attore italiano (Napoli, n. 1986)
- Roberto Camardiel, attore spagnolo (Saragozza, n. 1917 - Barcellona, † 1989)
- Roberto Cañedo, attore messicano (Guadalajara, n. 1918 - Città del Messico, † 1998)
- Roberto Ceccacci, attore italiano (Roma, n. 1938)
- Roberto Ceriotti, attore e conduttore televisivo italiano (Milano, n. 1967)
- Roberto Chevalier, attore, doppiatore e direttore del doppiaggio italiano (Roma, n. 1952)
- Roberto Chiappa, attore e stuntman italiano (Codigoro, n. 1938)
- Roberto Cimetta, attore e regista italiano (Udine, n. 1949 - Ancona, † 1988)
- Roberto Citran, attore italiano (Padova, n. 1955)
- Roberto Contreras, attore statunitense (St. Louis, n. 1928 - Los Angeles, † 2000)
- Roberto Corbiletto, attore italiano (Anguillara Sabazia, n. 1949 - Bassano Romano, † 1999)

## D(5)
- Roberto D'Alessandro, attore e regista italiano (Montalto Uffugo, n. 1966)
- Roberto De Francesco, attore italiano (Caserta, n. 1964)
- Roberto Dell'Acqua, attore e stuntman italiano (Roma, n. 1946 - Roma, † 2019)
- Roberto Della Casa, attore, comico e cabarettista italiano (Roma, n. 1942)
- Roberto Disma, attore, scrittore e drammaturgo italiano (Catania, n. 1993)

## E(1)
- Roberto Enríquez, attore spagnolo (Arganza, n. 1968)

## F(1)
- Roberto Farnesi, attore italiano (Pisa, n. 1969)

## G(3)
- Chespirito, attore, sceneggiatore e autore televisivo messicano (Città del Messico, n. 1929 - Cancún, † 2014)
- Roberto Gallozzi, attore e fotografo italiano (Roma, n. 1960)
- Roberto Guzmán, attore messicano (Saltillo, n. 1936 - Città del Messico, † 2002)

## H(1)
- Roberto Herlitzka, attore italiano (Torino, n. 1937 - Roma, † 2024)

## I(1)
- Roberto Infascelli, attore e conduttore radiofonico italiano (Roma, n. 1981)

## L(1)
- Roberto Latini, attore, regista e drammaturgo italiano (Roma, n. 1970)

## M(4)
- Roberto Mantovani, attore, attore teatrale e regista italiano (Bologna, n. 1955)
- Roberto Marelli, attore, scrittore e conduttore televisivo italiano (Milano, n. 1937)
- Roberto Mariano, attore italiano (Palermo, n. 1969 - Weiach, † 1990)
- Roberto Messina, attore e stuntman italiano (Casablanca, n. 1934 - Roma, † 2024)

## N(1)
- Roberto Nobile, attore italiano (Verona, n. 1947 - Roma, † 2022)

## P(2)
- Roberto Pace, attore italiano (Roma, n. 1952)
- Roberto Posse, attore italiano (Torino, n. 1950)

## R(3)
- Roberto Risso, attore svizzero (Ginevra, n. 1925 - Milano, † 2010)
- Roberto, attore francese
- Roberto García Ruiz, attore e ex culturista spagnolo (Cantabria, n. 1974)

## S(4)
- Roberto Salemi, attore italiano (Palermo, n. 1972)
- Nini Salerno, attore, regista e cantante italiano (Verona, n. 1948)
- Roberto Sbaratto, attore italiano (Vercelli, n. 1955)
- Roberto Sosa, attore e regista messicano (Città del Messico, n. 1970)

## V(2)
- Tony Vilas, attore argentino (Buenos Aires, n. 1944 - Buenos Aires, † 2013)
- Roberto Villa, attore e doppiatore italiano (Casablanca, n. 1915 - Fontevivola di Sutri, † 2002)

## Z(1)
- Roberto Zibetti, attore e regista teatrale italiano (Summit, n. 1971)

## Á(1)
- Roberto Álamo, attore spagnolo (Madrid, n. 1970)